# Коменда Ольга Іванівна
Коменда Ольга Іванівна (нар. 28 липня 1970 року в смт. Локачі Волинської області) — українська музикознавиця, педагог, музично-громадська діячка.

## Життєпис
Закінчила Луцьке музичне училище (1989), Львівську консерваторію в 1994. У 1996−1999 рр. навчалася в аспірантурі Інституту мистецтвознавства, фольклористики та етнології ім. М. Т. Рильського НАН України. У 1994—2005 — викладач Волинського училища культури і мистецтв. З 2006 — доцент кафедри історії, теорії мистецтв та виконавства Східно-європейського університету, у 2008—2009 рр. − куратор Наукового товариства аспірантів і студентів інституту мистецтв, у 2017 р. — завідувач кафедри історії, теорії мистецтв та виконавства СНУ імені Лесі Українки.
З 2000 — член Національної спілки композиторів України, відповідальна секретарка Волинського осередку НСКУ. Доктор мистецтв Вашингтонського Коледжу та Університету в Сарасоті, Флорида, США (2003). З 2020 — член Центру українсько-європейського наукового співробітництва, з 2021 — член Галицького музичного товариства.
- 2004 — Кандидат мистецтвознавства (дисертація на тему «Творчість М.Рославця в контексті становлення музичного модернізму»)
- 2021 — Доктор мистецтвознавства (дисертація на тему «Універсальна творча особистість в українській музичній культурі [Архівовано 5 Вересня 2021 у Wayback Machine.]»)

## Відзнаки
- 2014 — подяка Міністерства освіти і науки України
- 2008 — лауреатка обласної мистецької премії імені І. Ф. Стравінського

## Обрані праці
монографія
- Коменда, О. (2017). Олександр Козаренко: піаніст, композитор, музикознавець: монографія. Луцьк: Вежа-Друк. 252 с.

статті
- Коменда, О. (2015). Три подхода к изучению исполнительской интерпретации музыкального текста. Музыкальная академия, 4, 159−164.
- Komenda, O. (2016). Ukrainian Pianist Oleksandr Kozarenko. International Journal of Humanities and Cultural Studies, 3(2), 1012‒1021.
- Коменда, О. (2016). Універсальна особистість як феномен музичної культури: доба ренесансу. Наукові записки Тернопільського національного педагогічного університету імені В. Гнатюка. Серія Мистецтвознавство, 35, 156‒164.
- Komenda, O. (2107). Teorie osobowości przez pryzmat zadań typologii universalizmu twórczego. Теорії особистості крізь призму завдань типології творчого універсалізму. European Humanities Studies: State and Society. Europejskie Studia Humanistyczne: Państwo i Społeczństwo, 4(1),194–208.
- Коменда, О. (2020). Екстенсивні та інтенсивні прояви діяльнісного універсалізму творчої особистості: ренесанс, бароко, класицизм. Вісник Київського національного університету культури і мистецтв. Серія: музичне мистецтво, 3(2), 118—131. DOI: https://doi.org/10.31866/2616-7581.3.2.2020.219157
- Коменда, О. (2020). Кирило Стеценко — індивідуальний стиль як чиник творчого універсалізму. Науковий вісник Національної музичної академії України імені П. І. Чайковського: Історія музики: проблеми, процеси, персони, 127, 7‒25.
- Коменда, О. (2019). Феномен Мирослава Скорика в світлі ідей творчого універсалізму. Вісник Національної академії керівних кадрів культури і мистецтв. National Academy of Managerial Staff of Culture and Arts Herald, 1, 342—346.
- Коменда, О. (2016). Музыкальный театр Александра Козаренко. Ars inter Culturas, 5, 91–105.
- Коменда, О. (2018). Универсализм как типологическая черта творческой личности: методологические основы исследования. Ars inter Culturas, 7, 227—248.
- Коменда, О. (2107). Постать Миколи Леонтовича у світлі концепції творчого універсалізму. Науковий вісник Національної музичної академії України імені П. І. Чайковського, 120, 225—252.
- Коменда, О. (2018). Системно-динамічні аспекти творчої діяльності Миколи Лисенка (до 175 річчя від дня народження). Часопис Національної музичної академії України імені П. І. Чайковського, 4 (41), 7–24.DOI: https://doi.org/10.31318/2414-052x.4(41).2018.152149
- Коменда, О. (2019). Станіслав Людкевич — митець універсального обдарування. Науковий вісник Національної музичної академії України імені П. І. Чайковського, 124, 151‒160.DOI: https://doi.org/10.31318/2522-4190.2019.124.165420